# Pinguicula heterophylla
Pinguicula heterophylla es una especie de planta perteneciente a la familia Lentibulariaceae.

## Clasificación y descripción
Planta herbácea perenne, no estolonífera. Hojas dimórficas, con más de 100 hojas de 1 a  2.8 cm de largo, 1.0 a 3.0 mm de ancho, carnosas, lisas, crecimiento circinado (que se enrolla del ápice hacia la base). Escapos (tallo no ramificado, sin nudo ni hojas, que lleva flores en su ápice) de 1 a 4,  de 10 a 15.0 cm largo, más abundantes hacia el ápice. Flores 2 a 2.4 cm largo, incluyendo el espolón; cáliz con labio superior 3-lobado; corola de color, violáceo-purpúrea, violácea o blanca, tubo 6 a 8.5 mm largo, 3 a 5.0 mm ancho, semicircular,  con pelos largos e irregularmente capitados, espolón 3 a 6.0 mm largo, semicircular, redondeado o agudo, subrecto o formando un ángulo distinto con el tubo, de color verde. Cápsulas 3 a 4.5 mm diámetro, subglobosas ovadas, esparcidamente glandular pubescentes; semillas numerosas, 1 a 1.2 mm largo, 0.2 a 0.5 mm ancho, fusiformes, finamente reticuladas.

## Distribución
Es endémica de México, se distribuye principalmente en la vertiente del Pacífico, específicamente en los estados de Guerrero y Oaxaca. Hasta el momento no se tienen registros de distribución en otros lugares del país ni fuera de este.

## Ambiente
Es una planta que crece y desarrolla en Bosque de encino, pino o pino-encino, en laderas de roca ígnea y granito. Se ha encontrado en altitudes de 1500-2750 m s. n. m., donde la precipitación promedio es de 800 a 100  mm anuales, generalmente es de sotobosque en lugares húmedos.

## Estado de conservación
Es una especie que no se encuentra bajo ninguna categoría de protección en México, de acuerdo a la NOM‐059‐SEMARNAT‐2010. Tampoco se encuentra bajo alguna categoría de protección de la UICN.